# مائو نی
مائو نی (چینی: 猫腻; پین‌یین: Māo Nì؛ زادهٔ ۱۹۷۷) مؤلف رمان‌های شیانشیا اهل چین است. مشهورترین اثر او وب ناول زه تیان جی (راه انتخاب‌ها) است که در یک درام تلویزیونی اقتباس شد. در سال ۲۰۱۷، این درام در جایگاه اول مورد انتظارترین درام‌های تلویزیونی سال ۲۰۱۷ در وبگاه رسانه اجتماعی ویبو قرار گرفت. وب ناول جیانگ یه (هنگام غروب) نیز در یک درام تلویزیونی اقتباس شد. رمان‌های او در پلتفرم وب‌ناول منتشر می‌شود که یک وبگاه انگلیسی‌زبان و پلتفرم موبایل راه‌اندازی شده توسط چاینا لیترچر، بزرگ‌ترین کمپانی انتشارات آنلاین چین است.